# Associazione Calcio Siena 2009-2010
Questa voce raccoglie le informazioni riguardanti l'Associazione Calcio Siena nelle competizioni ufficiali della stagione 2009-2010.

## Stagione
Il Siena disputa la sua settima stagione consecutiva nella massima serie.
Rispetto al campionato precedente la squadra ha perso diversi giocatori importanti (Kharja, Galloppa Zuñiga e Portanova), ma è allenato ancora da Giampaolo.
Il 29 ottobre 2009 visti gli scarsi risultati ottenuti, l'allenatore Giampaolo viene esonerato e sostituito dall'allenatore della primavera Marco Baroni. 3 giornate dopo, Baroni viene sostituito da Alberto Malesani. L'arrivo dell'allenatore veronese porta nuovo vigore ai bianconeri toscani, i cui risultati, però, risulteranno altalenanti: sconfiggono Udinese, Bologna, Livorno e Chievo (queste ultime due squadre fuori casa), pareggiano con la Juventus (3-3 in rimonta, dopo che i bianconeri erano stati in vantaggio per 3-0) ma perdono con la Fiorentina 1-5 in casa, pur riuscendo a figurare molto bene a Milano contro l'Inter, perdendo 4-3 dopo essere stati anche in vantaggio per 2-3 nel corso della partita. Tuttavia, con il magro bottino di 31 punti, frutto di 7 vittorie, 10 pareggi e 21 sconfitte, il Siena si qualifica 19º e retrocede, dopo 7 anni di massima serie, in Serie B. Malesani, in virtù della retrocessione, viene esonerato.
In Coppa Italia, battuto il Grosseto al terzo turno, il Siena viene eliminato al quarto turno dal Novara.

## Divise e sponsor
Lo sponsor tecnico per la stagione 2009-2010 è Kappa, mentre lo sponsor ufficiale è Monte dei Paschi di Siena.
| Casa | Trasferta | Terza Divisa |  |

## Organigramma societario
La disposizione delle sezioni e la presenza o meno di determinati ruoli può essere variata in base a spazi occupati e dati in possesso.
Area direttiva
- Presidente: Giovanni Lombardi Stronati, poi Massimo Mezzaroma (dal 15 gennaio 2010)
- Consigliere delegato: Simone Maria Sepe
- Direttore Generale: Roberto Zanzi

Area organizzativa
- Segretario generale: Gianpiero Persichetti
- Team manager: Sandro Federico

Area comunicazione
- Responsabile area comunicazione: Maria Cecilia Tarabochia
- Ufficio Stampa: Grazia Fancello, Katia Bifani

Area marketing
- Ufficio marketing: Guglielmo Ascheri

Area tecnica
- Direttore sportivo: Manuel Gerolin
- Allenatore: Marco Giampaolo (fino al 29 ottobre 2009), poi Marco Baroni (fino al 23 novembre 2009), poi Alberto Malesani
- Allenatore in seconda: Fabio Micarelli (fino al 29 ottobre 2009), poi Gianni Maestrini (fino al 23 novembre 2009), poi Ezio Sella
- Collaboratore tecnico: Roberto Bosco (fino al 29 ottobre 2009)
- Preparatore dei portieri: Emilio Tucella (fino al 29 ottobre 2009), poi Rossano Berti (fino al 23 novembre 2009), poi Fabrizio Paese
- Preparatori atletici: Giorgio D'Urbano, Giovanni Saracini, Anselmo Malatrasi (dal 23 novembre 2009)

Area sanitaria
- Responsabile sanitario: Andrea Causarano
- Medico sociale: Saro Catanese

## Rosa
| N. |                       | Ruolo | Calciatore                   |
| -- | --------------------- | ----- | ---------------------------- |
| 3  | Italia (bandiera)     | D     | Cristiano Del Grosso         |
| 5  | Italia (bandiera)     | C     | Francesco Parravicini        |
| 6  | Italia (bandiera)     | D     | Claudio Terzi                |
| 7  | Brasile (bandiera)    | A     | Reginaldo                    |
| 8  | Italia (bandiera)     | C     | Simone Vergassola (capitano) |
| 9  | Italia (bandiera)     | D     | Marco Malagò                 |
| 9  | Italia (bandiera)     | A     | Michele Paolucci             |
| 10 | Romania (bandiera)    | C     | Paul Codrea                  |
| 11 | Italia (bandiera)     | A     | Emanuele Calaiò              |
| 12 | Svezia (bandiera)     | C     | Albin Ekdal                  |
| 13 | Italia (bandiera)     | D     | Luca Rossettini              |
| 14 | Brasile (bandiera)    | C     | Filipe Gomes Ribeiro         |
| 15 | Portogallo (bandiera) | D     | Gonçalo Jardim Brandão       |
| 17 | Italia (bandiera)     | C     | Michele Fini                 |
| 18 | Algeria (bandiera)    | A     | Abdel Kader Ghezzal          |
| 19 | Italia (bandiera)     | D     | Agostino Garofalo            |
| 21 | Italia (bandiera)     | D     | Andrea Rossi                 |

| N. |                                 | Ruolo | Calciatore                        |
| -- | ------------------------------- | ----- | --------------------------------- |
| 22 | Grecia (bandiera)               | C     | Alexandros Tziolīs                |
| 23 | Rep. Ceca (bandiera)            | C     | Lukáš Jarolím                     |
| 24 | Bosnia ed Erzegovina (bandiera) | C     | Mato Jajalo                       |
| 29 | Brasile (bandiera)              | D     | Emílson Sánchez Cribari           |
| 31 | Italia (bandiera)               | P     | Gianluca Pegolo                   |
| 32 | Italia (bandiera)               | A     | Massimo Maccarone (vice capitano) |
| 50 | Italia (bandiera)               | D     | Francesco Pratali                 |
| 53 | Finlandia (bandiera)            | P     | Anssi Jaakkola                    |
| 63 | Argentina (bandiera)            | A     | Marcelo Larrondo                  |
| 77 | Italia (bandiera)               | D     | Daniele Ficagna                   |
| 85 | Italia (bandiera)               | P     | Gianluca Curci                    |
| 87 | Italia (bandiera)               | C     | Aleandro Rosi                     |
| 88 | Nigeria (bandiera)              | D     | Michael Odibe                     |
| 89 | Bulgaria (bandiera)             | P     | Mihail Ivanov                     |
| 91 | Liechtenstein (bandiera)        | C     | Marcel Büchel                     |
|    | Francia (bandiera)              | C     | Gaël Genevier                     |

## Calciomercato

### Sessione estiva(dal 7/07 al 31/08)
| Acquisti | Acquisti              | Acquisti      | Acquisti                   |
| R.       | Nome                  | da            | Modalità                   |
| -------- | --------------------- | ------------- | -------------------------- |
| D        | Agostino Garofalo     | Grosseto      | definitivo (0 milioni €)   |
| C        | Gaël Genevier         | Pisa          | definitivo (0 milioni €)   |
| C        | Francesco Parravicini | Parma         | definitivo                 |
| P        | Gianluca Pegolo       | Verona        | definitivo                 |
| A        | Reginaldo             | Parma         | definitivo                 |
| A        | Michele Paolucci      | Juventus      | compartecipaz.             |
| C        | Filipe                | Roma          | definitivo (0 milioni €)   |
| C        | Albin Ekdal           | Juventus      | prestito                   |
| C        | Michele Fini          | svincolato    | definitivo                 |
| C        | Mato Jajalo           | Slaven Belupo | definitivo (1,6 milioni €) |
| C        | Aleandro Rosi         | Livorno       | Compartecipaz.             |

| Cessioni | Cessioni                  | Cessioni   | Cessioni       |
| R.       | Nome                      | a          | Modalità       |
| -------- | ------------------------- | ---------- | -------------- |
| C        | Houssine Kharja           | Genoa      | definitivo     |
| C        | Manuel Coppola            | Parma      | definitivo     |
| C        | Daniele Galloppa          | Parma      | compartecipaz. |
| P        | Dimitrios Eleftheropoulos |            | svincolato     |
| D        | Nicola Belmonte           | Bari       | prestito       |
| D        | Lorenzo Del Prete         | Frosinone  | prestito       |
| C        | Caetano                   | Frosinone  | compartecipaz. |
| C        | Antonio Zito              | Crotone    | prestito       |
| C        | Packer                    | Ravenna    | prestito       |
| D        | Juan Camilo Zúñiga        | Napoli     | definitivo     |
| D        | Leonardo Blanchard        | Pescina VG | prestito       |
| D        | Gaetano Capogrosso        | Piacenza   | prestito       |
| C        | Manuel Mancini            | Gallipoli  | prestito       |

### Sessione invernale(dal 2/01 all'1/02)
| Acquisti | Acquisti                | Acquisti      | Acquisti       |
| R.       | Nome                    | da            | Modalità       |
| -------- | ----------------------- | ------------- | -------------- |
| D        | Emílson Sánchez Cribari | Lazio         | prestito       |
| D        | Marco Malagò            | Chievo        | prestito       |
| C        | Alexandros Tziolīs      | Panathīnaïkos | definitivo     |
| A        | Domenico Danti          | Cosenza       | compartecipaz. |
| D        | Francesco Pratali       | Torino        | prestito       |

| Cessioni | Cessioni         | Cessioni | Cessioni |
| R.       | Nome             | a        | Modalità |
| -------- | ---------------- | -------- | -------- |
| A        | Michele Paolucci | Juventus | prestito |
| C        | Gaël Genevier    | Torino   | prestito |

## Risultati

### Serie A

#### Girone di andata
| Arbitro: | Tagliavento (Terni) |

|             |           |               |
| Ghezzal 34’ | Marcatori | 29’, 48’ Pato |

| Arbitro: | Pinzani (Empoli) |

|               |           |                               |
| Jeda Rig. 76’ | Marcatori | 52’, 71’ Calaiò 89’ Reginaldo |

| Arbitro: | Damato (Barletta) |

|               |           |                     |
| Maccarone 26’ | Marcatori | 73’ Mexes 90’ Riise |

| Arbitro: | C. Russo (Nola) |

|                                           |           |          |
| Palombo 23’ Mannini 31’ Padalino 48’, 85’ | Marcatori | 68’ Fini |

| Siena 23 settembre 2009, ore 20:45 CEST 5ª giornata | Siena                | 0 – 0 referto | Chievo | Montepaschi Arena (9.000 spett.)\| Arbitro: \| N. Stefanini (Prato) \| |
| Arbitro:                                            | N. Stefanini (Prato) |               |        |                                                                        |

| Arbitro: | Valeri (Roma) |

|                        |           |               |
| Hamsik 49’, 64’ (rig.) | Marcatori | 56’ Maccarone |

| Siena 4 ottobre 2009, ore 15:00 CEST 7ª giornata | Siena               | 0 – 0 referto | Livorno | Montepaschi Arena (10.000 spett.)\| Arbitro: \| Giannoccaro (Lecce) \| |
| Arbitro:                                         | Giannoccaro (Lecce) |               |         |                                                                        |

| Arbitro: | Brighi (Cesena) |

|            |           |  |
| Bojinov 6’ | Marcatori |  |

| Arbitro: | Tagliavento (Terni) |

|  |           |            |
|  | Marcatori | 71’ Amauri |

| Arbitro: | Romeo (Verona) |

|                          |           |            |
| Adailton 16’ Osvaldo 59’ | Marcatori | 87’ Calaiò |

| Arbitro: | Pierpaoli (Firenze) |

|               |           |          |
| Maccarone 32’ | Marcatori | 8’ Mauri |

| Arbitro: | Baracani (Firenze) |

|                                           |           |                            |
| Crespo 2’, 18’ Palladino 34’ Floccari 89’ | Marcatori | 80’ Paolucci 82’ Maccarone |

| Arbitro: | Giannoccaro (Lecce) |

|  |           |                                       |
|  | Marcatori | 54’ Tiribocchi 68’ (rig.) Acquafresca |

| Arbitro: | Candussio (Cervignano del Friuli) |

|                                |           |               |
| A. Masiello 79’ G. Greco 90+4’ | Marcatori | 3’ Vergassola |

| Arbitro: | Tagliavento (Terni) |

|                                   |           |                   |
| Calaiò 51’ Terzi 56’ Paolucci 61’ | Marcatori | 14’, 55’ Martinez |

| Arbitro: | Tommasi (Bassano del Grappa) |

|                           |           |                  |
| Maccarone 66’ Ghezzal 90’ | Marcatori | 90+3’ D'Agostino |

| Arbitro: | Gervasoni (Mantova) |

|            |           |  |
| Cavani 41’ | Marcatori |  |

| Arbitro: | Celi (Campobasso) |

|                      |           |                                                     |
| Maccarone 84’ (rig.) | Marcatori | 5’ Krøldrup 28’ Santana 36’, 66’ Gilardino 79’ Mutu |

| Arbitro: | Peruzzo (Schio) |

|                                           |           |                              |
| Milito 24’ Sneijder 36’, 88’ Samuel 90+3’ | Marcatori | 18’, 65’ Maccarone 37’ Ekdal |

#### Girone di ritorno
| Arbitro: | Saccani (Mantova) |

|                                               |           |  |
| Ronaldinho 12’ (rig.), 72’, 89’ Borriello 28’ | Marcatori |  |

| Arbitro: | Tommasi (Bassano del Grappa) |

|            |           |                  |
| Calaiò 78’ | Marcatori | 80’ (rig.) Matri |

| Arbitro: | Baracani (Firenze) |

|                     |           |                |
| Riise 29’ Okaka 88’ | Marcatori | 41’ Vergassola |

| Arbitro: | Candussio (Cervignano del Friuli) |

|               |           |                          |
| Maccarone 82’ | Marcatori | 3’ Gastaldello 77’ Pozzi |

| Arbitro: | Tozzi (Ostia Lido) |

|  |           |               |
|  | Marcatori | 75’ Reginaldo |

| Siena 21 febbraio 2010, ore 15:00 CET 25ª giornata | Siena               | 0 – 0 referto | Napoli | Montepaschi Arena\| Arbitro: \| Giannoccaro (Lecce) \| |
| Arbitro:                                           | Giannoccaro (Lecce) |               |        |                                                        |

| Arbitro: | Morganti (Ascoli Piceno) |

|                         |           |                          |
| C. Lucarelli 11’ (rig.) | Marcatori | 79’ Calaiò 91’ Maccarone |

| Arbitro: | Gervasoni (Mantova) |

|                |           |              |
| Vergassola 69’ | Marcatori | 34’ Biabiany |

| Arbitro: | C. Russo (Nola) |

|                              |           |                                       |
| Del Piero 2’, 7’ Candreva 9’ | Marcatori | 16’ Maccarone 46’, 74’ (rig.) Ghezzal |

| Arbitro: | Gava (Conegliano) |

|              |           |  |
| Larrondo 10’ | Marcatori |  |

| Arbitro: | Bergonzi (Genova) |

|                          |           |  |
| Lichtsteiner 6’ Cruz 72’ | Marcatori |  |

| Siena 28 marzo 2010, ore 15:00 CEST 31ª giornata | Siena          | 0 – 0 referto | Genoa | Montepaschi Arena\| Arbitro: \| Orsato (Schio) \| |
| Arbitro:                                         | Orsato (Schio) |               |       |                                                   |

| Arbitro: | Damato (Barletta) |

|                               |           |  |
| Valdes 16’ Ferreira Pinto 70’ | Marcatori |  |

| Arbitro: | Mazzoleni (Bergamo) |

|                           |           |                        |
| Ghezzal 19’, 62’ Rosi 66’ | Marcatori | 13’ Rivas 22’ Castillo |

| Arbitro: | Gava (Conegliano) |

|                              |           |                              |
| Maxi López 11’ Biagianti 50’ | Marcatori | 49’ Maccarone 69’ Vergassola |

| Arbitro: | Rosetti (Torino) |

|                                                |           |            |
| Pepe 18’, 42’ Sánchez 61’ Di Natale 81’ (rig.) | Marcatori | 40’ Calaiò |

| Arbitro: | Christian Brighi (Cesena) |

|            |           |                        |
| Calaiò 80’ | Marcatori | 24’ Cavani 58’ Miccoli |

| Arbitro: | Tozzi (Ostia Lido) |

|                |           |               |
| Marchionni 15’ | Marcatori | 2’ Vergassola |

| Arbitro: | Morganti (Ascoli Piceno) |

|  |           |            |
|  | Marcatori | 57’ Milito |

### Coppa Italia

#### Turni preliminari
| Arbitro: | Brighi (Cesena) |

|                         |           |  |
| Calaiò 59’ Larrondo 81’ | Marcatori |  |

| Arbitro: | Doveri (Roma) |

|  |           |                   |
|  | Marcatori | 34’, 83’ Gonzalez |

## Statistiche
Statistiche aggiornate al 9 maggio 2010

### Statistiche di squadra
| Competizione | Punti | In casa | In casa | In casa | In casa | In casa | In casa | In trasferta | In trasferta | In trasferta | In trasferta | In trasferta | In trasferta | Totale | Totale | Totale | Totale | Totale | Totale | DR  |
| Competizione | Punti | G       | V       | N       | P       | Gf      | Gs      | G            | V            | N            | P            | Gf           | Gs           | G      | V      | N      | P      | Gf     | Gs     | DR  |
| ------------ | ----- | ------- | ------- | ------- | ------- | ------- | ------- | ------------ | ------------ | ------------ | ------------ | ------------ | ------------ | ------ | ------ | ------ | ------ | ------ | ------ | --- |
| Serie A      | 31    | 19      | 4       | 7       | 8       | 17      | 25      | 19           | 3            | 3            | 13           | 23           | 42           | 37     | 7      | 10     | 21     | 40     | 67     | -26 |
| Coppa Italia | -     | 2       | 1       | 0       | 1       | 2       | 2       |              |              |              |              |              |              | 2      | 1      | 0      | 1      | 2      | 2      | 0   |
| Totale       | -     | 20      | 5       | 7       | 8       | 19      | 26      | 19           | 3            | 3            | 13           | 23           | 42           | 39     | 8      | 10     | 21     | 42     | 68     | -26 |

### Andamento in campionato
| Giornata  | 1  | 2 | 3  | 4  | 5  | 6  | 7  | 8  | 9  | 10 | 11 | 12 | 13 | 14 | 15 | 16 | 17 | 18 | 19 | 20 | 21 | 22 | 23 | 24 | 25 | 26 | 27 | 28 | 29 | 30 | 31 | 32 | 33 | 34 | 35 | 36 | 37 | 38 |
| --------- | -- | - | -- | -- | -- | -- | -- | -- | -- | -- | -- | -- | -- | -- | -- | -- | -- | -- | -- | -- | -- | -- | -- | -- | -- | -- | -- | -- | -- | -- | -- | -- | -- | -- | -- | -- | -- | -- |
| Luogo     | C  | T | C  | T  | C  | T  | C  | T  | C  | T  | C  | T  | C  | T  | C  | C  | T  | C  | T  | T  | C  | T  | C  | T  | C  | T  | C  | T  | C  | T  | C  | T  | C  | T  | T  | C  | T  | C  |
| Risultato | P  | V | P  | P  | N  | P  | N  | P  | P  | P  | N  | P  | P  | P  | V  | V  | P  | P  | P  | P  | N  | P  | P  | V  | N  | V  | N  | N  | V  | P  | N  | P  | V  | N  | P  | P  | N  | P  |
| Posizione | 18 | 9 | 11 | 15 | 15 | 17 | 17 | 19 | 20 | 20 | 20 | 20 | 20 | 20 | 20 | 19 | 20 | 20 | 20 | 20 | 20 | 20 | 20 | 20 | 20 | 20 | 20 | 20 | 19 | 19 | 19 | 19 | 19 | 19 | 19 | 19 | 19 | 19 |

Legenda:

Luogo: C = Casa; T = Trasferta. Risultato: V = Vittoria; N = Pareggio; P = Sconfitta.}

### Statistiche dei giocatori
| Giocatore      | Serie A  | Serie A | Serie A     | Serie A    | Coppa Italia | Coppa Italia | Coppa Italia | Coppa Italia | Totale   | Totale | Totale      | Totale     |
| Giocatore      | Presenze | Reti    | Ammonizioni | Espulsioni | Presenze     | Reti         | Ammonizioni  | Espulsioni   | Presenze | Reti   | Ammonizioni | Espulsioni |
| -------------- | -------- | ------- | ----------- | ---------- | ------------ | ------------ | ------------ | ------------ | -------- | ------ | ----------- | ---------- |
| Arroè          | -        | -       | -           | -          | 1            | 0            | 0            | 0            | 1        | 0      | 0           | 0          |
| G. Brandão     | 20       | 0       | 3           | 0          | 1            | 0            | 0            | 0            | 21       | 0      | 3           | 0          |
| E. Calaiò      | 32       | 8       | 2           | 0          | 1            | 1            | 0            | 0            | 33       | 9      | 2           | 0          |
| P. Codrea      | 23       | 0       | 9           | 1          | 1            | 0            | 0            | 0            | 24       | 0      | 9           | 1          |
| E. Cribari     | 17       | 0       | 5           | 2          | -            | -            | -            | -            | 17       | 0      | 5           | 2          |
| G. Curci       | 35       | -57     | 1           | 1          | 1            | -2           | 0            | 0            | 36       | -59    | 1           | 1          |
| C. Del Grosso  | 35       | 0       | 7           | 0          | -            | -            | -            | -            | 35       | 0      | 7           | 0          |
| A. Ekdal       | 25       | 1       | 2           | 0          | 1            | 0            | 0            | 0            | 26       | 1      | 2           | 0          |
| D. Ficagna     | 11       | 0       | 4           | 0          | 1            | 0            | 0            | 0            | 12       | 0      | 4           | 0          |
| Filipe         | -        | -       | -           | -          | -            | -            | -            | -            | -        | -      | -           | -          |
| M. Fini        | 17       | 1       | 2           | 1          | 1            | 0            | 0            | 0            | 18       | 1      | 2           | 1          |
| A. Garofalo    | 3        | 0       | 0           | 0          | 1            | 0            | 0            | 0            | 4        | 0      | 0           | 0          |
| G. Genevier    | 4        | 0       | 1           | 0          | 2            | 0            | 1            | 0            | 6        | 0      | 2           | 0          |
| A. Ghezzal     | 29       | 6       | 7           | 0          | 1            | 0            | 1            | 0            | 30       | 6      | 8           | 0          |
| Giannetti      | -        | -       | -           | -          | 1            | 0            | 0            | 0            | 1        | 0      | 0           | 0          |
| M. Ivanov      | -        | -       | -           | -          | -            | -            | -            | -            | -        | -      | -           | -          |
| A. Jaakkola    | -        | -       | -           | -          | -            | -            | -            | -            | -        | -      | -           | -          |
| M. Jajalo      | 24       | 0       | 1           | 0          | 1            | 0            | 0            | 0            | 25       | 0      | 1           | 0          |
| L. Jarolím     | 18       | 0       | 0           | 0          | 1            | 0            | 0            | 0            | 19       | 0      | 0           | 0          |
| M. Larrondo    | 15       | 1       | 2           | 0          | 2            | 1            | 0            | 0            | 17       | 2      | 2           | 0          |
| M. Maccarone   | 36       | 12      | 5           | 0          | -            | -            | -            | -            | 36       | 12     | 5           | 0          |
| M. Malagò      | 6        | 0       | 1           | 0          | -            | -            | -            | -            | 6        | 0      | 1           | 0          |
| M. Odibe       | 5        | 0       | 2           | 0          | -            | -            | -            | -            | 5        | 0      | 2           | 0          |
| M. Paolucci    | 10       | 2       | 0           | 0          | 1            | 0            | 0            | 0            | 11       | 2      | 0           | 0          |
| F. Parravicini | 1        | 0       | 0           | 0          | -            | -            | -            | -            | 1        | 0      | 0           | 0          |
| G. Pegolo      | 4        | -9      | 0           | 0          | 1            | 0            | 1            | 0            | 5        | -9     | 1           | 0          |
| F. Pratali     | 12       | 0       | 4           | 0          | -            | -            | -            | -            | 12       | 0      | 4           | 0          |
| Reginaldo      | 30       | 2       | 2           | 0          | 2            | 0            | 0            | 0            | 32       | 2      | 2           | 0          |
| A. Rosi        | 29       | 1       | 12          | 0          | 2            | 0            | 1            | 0            | 31       | 1      | 13          | 0          |
| L. Rossettini  | 2        | 0       | 1           | 0          | -            | -            | -            | -            | 2        | 0      | 1           | 0          |
| A. Rossi       | 8        | 0       | 2           | 0          | 2            | 0            | 0            | 0            | 10       | 0      | 2           | 0          |
| C. Terzi       | 18       | 1       | 4           | 0          | 2            | 0            | 0            | 0            | 20       | 1      | 4           | 0          |
| A. Tziolis     | 13       | 0       | 3           | 0          | -            | -            | -            | -            | 13       | 0      | 3           | 0          |
| S. Vergassola  | 33       | 5       | 8           | 0          | 1            | 0            | 1            | 0            | 34       | 5      | 9           | 0          |